# Cuceglio
Cuceglio est une commune de la ville métropolitaine de Turin dans le Piémont en Italie.

## Administration
| Période                                  | Période  | Identité       | Étiquette    | Qualité |
| ---------------------------------------- | -------- | -------------- | ------------ | ------- |
| 30 mai 2006                              | En cours | Sergio Pilotto | lista civica |         |
| Les données manquantes sont à compléter. |          |                |              |         |

### Hameaux
Cascine Cuffia

### Communes limitrophes
Scarmagno, Agliè, Vialfrè, Mercenasco, San Giorgio Canavese, Montalenghe

### Évolution démographique
Habitants recensés